# Staroseleț, Varna
Staroseleț (în bulgară Староселец) este un sat în comuna Provadia, regiunea Varna,  Bulgaria. 

## Demografie
Componența etnică a satului Staroseleț
     Bulgari (100%)
     Nicio identificare (0%)
     Altele (0%)
La recensământul din 2011, populația satului Staroseleț era de 60 locuitori. Din punct de vedere etnic, toți locuitorii erau bulgari.